# Dicranota consimilis
Dicranota consimilis är en tvåvingeart som beskrevs av Mendl 1987. Dicranota consimilis ingår i släktet Dicranota och familjen hårögonharkrankar. Inga underarter finns listade i Catalogue of Life.